# FIFA-Klub-Weltmeisterschaft 2018
Die FIFA-Klub-Weltmeisterschaft 2018 (englisch FIFA Club World Cup 2018) war die 15. Austragung dieses weltweiten Fußballwettbewerbs für Vereinsmannschaften. Er fand zum vierten Mal in den Vereinigten Arabischen Emiraten statt. Ursprünglich hatten sich Brasilien, Japan und die Vereinigten Arabischen Emirate um die Austragung der Turniere 2017 und 2018 beworben. Am 21. März 2015 erteilte die FIFA den Vereinigten Arabischen Emiraten den Zuschlag für beide Turniere.

## Modus
Gegenüber dem seit 2007 geltenden Austragungsmodus gab es keine Änderungen. Das Turnier wurde mit sieben Teilnehmern ausgetragen. Neben den sechs Siegern der kontinentalen Meisterwettbewerbe auf Klubebene aus Asien (AFC), Afrika (CAF), der Karibik, Nord- und Zentralamerika (CONCACAF), Südamerika (CONMEBOL), Europa (UEFA) und Ozeanien (OFC) trat auch der Meister aus der Liga des Gastgeberlandes – dieses Jahr den Vereinigten Arabischen Emiraten – an, der zunächst ein Ausscheidungsspiel gegen den Sieger der OFC Champions League bestreiten musste. Hätte zuvor ein Klub aus den Vereinigten Arabischen Emiraten die AFC Champions League gewonnen, wäre stattdessen der Verlierer des Endspiels der AFC Champions League qualifiziert gewesen. Der Sieger des Ausscheidungsspieles spielte mit den Vertretern Afrikas, Asiens und der CONCACAF zwei Teilnehmer am Halbfinale aus. Für dieses waren die Teilnehmer aus Europa und Südamerika bereits gesetzt und bestritten jeweils nur zwei Spiele. Gespielt wurde im K.-o.-System.

## Spielstätten
| Abu Dhabi |

| al-Ain |

| Abu Dhabi |

| al-Ain |

## Teilnehmer
Teilnehmer sind die Sieger der folgenden Wettbewerbe:
| Real Madrid |

| Kashima Antlers |

| Espérance Tunis |

| Deportivo Guadalajara |

| Team Wellington |

| River Plate |

| al Ain Club |

| Real Madrid |

| Kashima Antlers |

| Espérance Tunis |

| Deportivo Guadalajara |

| Team Wellington |

| River Plate |

| al Ain Club |

## Das Turnier im Überblick
| Spiel              | Datum        | Ortszeit (MEZ)        | Stadion                   | Mannschaft 1    | Ergebnis                       | Mannschaft 2          |
| ------------------ | ------------ | --------------------- | ------------------------- | --------------- | ------------------------------ | --------------------- |
| Ausscheidungsspiel | 12. Dezember | 19:30 Uhr (16:30 Uhr) | Hazza Bin Zayed Stadium   | al Ain Club     | 3:3 n. V. (3:3, 1:3) 4:3 i. E. | Team Wellington       |
| Viertelfinale 1    | 15. Dezember | 17:00 Uhr (14:00 Uhr) | Hazza Bin Zayed Stadium   | Kashima Antlers | 3:2 (0:1)                      | Deportivo Guadalajara |
| Viertelfinale 2    | 15. Dezember | 20:30 Uhr (17:30 Uhr) | Hazza Bin Zayed Stadium   | Espérance Tunis | 0:3 (0:2)                      | al Ain Club           |
| Spiel um Platz 5   | 18. Dezember | 17:30 Uhr (14:30 Uhr) | Hazza Bin Zayed Stadium   | Espérance Tunis | 1:1 (1:1) 6:5 i. E.            | Deportivo Guadalajara |
| Halbfinale 1       | 18. Dezember | 20:30 Uhr (17:30 Uhr) | Hazza Bin Zayed Stadium   | River Plate     | 2:2 n. V. (2:2, 2:1) 4:5 i. E. | al Ain Club           |
| Halbfinale 2       | 19. Dezember | 20:30 Uhr (17:30 Uhr) | Zayed-Sports-City-Stadion | Kashima Antlers | 1:3 (0:1)                      | Real Madrid           |
| Spiel um Platz 3   | 22. Dezember | 17:30 Uhr (14:30 Uhr) | Zayed-Sports-City-Stadion | Kashima Antlers | 0:4 (0:1)                      | River Plate           |

### Finale
| Real Madrid                                                                             | Real Madrid | al Ain Club | al Ain Club | Aufstellung                               |
| --------------------------------------------------------------------------------------- | --- | --- | ----------- | ----------------------------------------- |
| Real Madrid                                                                             | \| 22. Dezember 2018 um 20:30 Uhr (17:30 Uhr MEZ) in Abu Dhabi (Zayed-Sports-City-Stadion) \| \| Ergebnis: 4:1 (1:0) \| \| Zuschauer: 40.696 \| \| Schiedsrichter: Jair Marrufo ( Vereinigte Staaten) \| \| Spielbericht \|                                          | \| 22. Dezember 2018 um 20:30 Uhr (17:30 Uhr MEZ) in Abu Dhabi (Zayed-Sports-City-Stadion) \| \| Ergebnis: 4:1 (1:0) \| \| Zuschauer: 40.696 \| \| Schiedsrichter: Jair Marrufo ( Vereinigte Staaten) \| \| Spielbericht \|                                                | al Ain Club | Aufstellung Real Madrid gegen al Ain Club |
| Real Madrid                                                                             | Thibaut Courtois – Dani Carvajal, Raphaël Varane, Sergio Ramos , Marcelo – Luka Modrić, Marcos Llorente (82. Casemiro), Toni Kroos (70. Dani Ceballos) – Lucas Vázquez (84. Vinícius Júnior), Karim Benzema, Gareth Bale Cheftrainer: Santiago Solari ( Argentinien) | Khalid Eisa – Mohamed Ahmed (64. Bandar al-Ahbabi), Ismail Ahmed, Mohammed Fayez, Tsukasa Shiotani – Tongo Doumbia, Mohamed Abdulrahman (67. Amer Abdulrahman), Hussein El Shahat – Caio, Rayan Yaslam, Marcus Berg (75. Yahia Nader) Cheftrainer: Zoran Mamić ( Kroatien) | al Ain Club | Aufstellung Real Madrid gegen al Ain Club |
| Real Madrid                                                                             | 1:0 Luka Modrić (14.) 2:0 Marcos Llorente (60.) 3:0 Sergio Ramos (79.) 4:1 Yahia Nader (90+1., Eigentor) | 3:1 Tsukasa Shiotani (86.) | al Ain Club | Aufstellung Real Madrid gegen al Ain Club |
| Real Madrid                                                                             | Sergio Ramos (45.) | | al Ain Club | Aufstellung Real Madrid gegen al Ain Club |
| Real Madrid                                                                             | Spieler des Spiels: Marcos Llorente | | al Ain Club | Aufstellung Real Madrid gegen al Ain Club |
| 22. Dezember 2018 um 20:30 Uhr (17:30 Uhr MEZ) in Abu Dhabi (Zayed-Sports-City-Stadion) | | |             |                                           |
| Ergebnis: 4:1 (1:0)                                                                     | | |             |                                           |
| Zuschauer: 40.696                                                                       | | |             |                                           |
| Schiedsrichter: Jair Marrufo ( Vereinigte Staaten)                                      | | |             |                                           |
| Spielbericht                                                                            | | |             |                                           |

### Kader von Real Madrid
Folgende Spieler standen im 23-Mann-Kader von Real Madrid:
| 1.          | Real Madrid |
| Real Madrid | - Tor: Kiko Casilla (0 Spiele / 0 Tore), Thibaut Courtois (2/0), Keylor Navas (-) - Abwehr: Dani Carvajal (2/0), Marcelo (2/0), Nacho (-), Álvaro Odriozola (-), Sergio Ramos (2/1), Sergio Reguilón (-), Jesús Vallejo (-), Raphaël Varane (2/0) - Mittelfeld: Marco Asensio (1/0), Casemiro (2/0), Dani Ceballos (1/0), Isco (1/0), Toni Kroos (2/0), Marcos Llorente (2/1), Luka Modrić (2/1), Federico Valverde (-) - Sturm: Gareth Bale (2/3), Karim Benzema (2/0), Lucas Vázquez (2/0), Vinícius Júnior (1/0) - Cheftrainer: Santiago Solari |

## Statistik
| Rang | Klub                  |
| ---- | --------------------- |
| 1    | Real Madrid           |
| 2    | al Ain Club           |
| 3    | River Plate           |
| 4    | Kashima Antlers       |
| 5    | Espérance Tunis       |
| 6    | Deportivo Guadalajara |
| 7    | Team Wellington       |

| Rang | Spieler           | Klub                  | Tore | Vorlagen | Spiele | Spielzeit |
| ---- | ----------------- | --------------------- | ---- | -------- | ------ | --------- |
| 1    | Gareth Bale       | Real Madrid           | 3    | 0        | 2      | 150       |
| 2    | Rafael Borré      | River Plate           | 3    | 0        | 2      | 210       |
| 3    | Gonzalo Martínez  | River Plate           | 2    | 1        | 2      | 111       |
| 4    | Tsukasa Shiotani  | al Ain Club           | 2    | 1        | 4      | 420       |
| 5    | Marcus Berg       | al Ain Club           | 2    | 0        | 4      | 202       |
| 6    | Caio              | al Ain Club           | 1    | 3        | 4      | 420       |
| 7    | Bruno Zuculini    | River Plate           | 1    | 1        | 1      | 90        |
| 8    | Luka Modrić       | Real Madrid           | 1    | 1        | 2      | 180       |
| 9    | Shōma Doi         | Kashima Antlers       | 1    | 1        | 3      | 260       |
| 10   | Aaron Clapham     | Team Wellington       | 1    | 0        | 1      | 74        |
| 11   | Gael Sandoval     | Deportivo Guadalajara | 1    | 0        | 2      | 83        |
| 12   | Mario Barcia      | Team Wellington       | 1    | 0        | 1      | 120       |
|      | Mario Ilich       | Team Wellington       | 1    | 0        | 1      | 120       |
| 14   | Marcos Llorente   | Real Madrid           | 1    | 0        | 2      | 172       |
| 15   | Youcef Belaïli    | Espérance Tunis       | 1    | 0        | 2      | 180       |
|      | Sergio Ramos      | Real Madrid           | 1    | 0        | 2      | 180       |
|      | Ángel Zaldívar    | Deportivo Guadalajara | 1    | 0        | 2      | 180       |
| 18   | Hiroki Abe        | Kashima Antlers       | 1    | 0        | 3      | 225       |
|      | Ryōta Nagaki      | Kashima Antlers       | 1    | 0        | 3      | 225       |
| 20   | Bandar al-Ahbabi  | al Ain Club           | 1    | 0        | 4      | 233       |
| 21   | Serginho          | Kashima Antlers       | 1    | 0        | 3      | 270       |
| 22   | Tongo Doumbia     | al Ain Club           | 1    | 0        | 4      | 345       |
| 23   | Mohamed Ahmed     | al Ain Club           | 1    | 0        | 4      | 394       |
| 24   | Hussein El Shahat | al Ain Club           | 1    | 0        | 4      | 420       |

- Hinzu kommen Eigentore des Brasilianers Léo Silva (Kashima Antlers) im Spiel gegen Deportivo Guadalajara und des Ägypters Yahya Nader (al Ain Club) im Spiel gegen Real Madrid.

## Ehrungen

### Adidas Goldener Ball
Der Goldene Ball für den besten Spieler des Turniers ging an den Waliser Gareth Bale vom Titelträger Real Madrid. Der Silberne Ball wurde an den Brasilianer Caio vom Finalisten al Ain Club verliehen. Den Bronzenen Ball erhielt der Kolumbianer Rafael Borré von River Plate.

### FIFA-Fair-Play-Trophäe
Den Fair-Play-Preis für sportlich korrektes Auftreten auf und außerhalb des Rasens konnte sich der Titelträger Real Madrid sichern.

## Schiedsrichter
| Verband  | Schiedsrichter         | Assistenten                          | Video-Assistenten                            |
| -------- | ---------------------- | ------------------------------------ | -------------------------------------------- |
| AFC      | Ryūji Satō             | Toru Sagara Hiroshi Yamauchi         | Mohammed Abdullah Hassan Mohammed            |
| CAF      | Bamlak Tessema Weyesa  | Zakhele Siwela Waleed Ahmed          | –                                            |
| CONCACAF | Jair Marrufo           | Frank Anderson Corey Rockwell        | Mark Geiger                                  |
| CONMEBOL | Wilton Pereira Sampaio | Rodrigo Figueiredo Bruno Boschilia   | Mauro Vigliano                               |
| OFC      | Matthew Conger         | Mark Rule Tevita Makasini            | –                                            |
| UEFA     | Gianluca Rocchi        | Elenito Di Liberatore Mauro Tonolini | Massimiliano Irrati Danny Makkelie Paweł Gil |